# Gypona concolor
Gypona concolor är en insektsart som beskrevs av Spångberg 1878. Gypona concolor ingår i släktet Gypona och familjen dvärgstritar. Inga underarter finns listade i Catalogue of Life.